# Dolča vas
Dolča vas (nemško Toppelsdorf) je naselje v Občini Žihpolje v Okraju Celovec-dežela na Koroškem v Avstriji.